# Wladimir Guettée
Wladimir (ursprungligen René François) Guettée, född den 1 december 1816 i Blois, död den 22 mars 1892 i Luxemburg, var en fransk teolog. 
Guettée var romersk-katolsk präst, utgav Histoire de l'Église de France (12 band, Paris 1847—1856), blev då beskylld för att luta mot jansenismen och måste 1856 lämna sin post. År 1862 övergick han  den rysk-ortodoxa kyrkan, vars lära han framställde och försvarade i sin tidskrift Union chrétienne. Han utgav bland annat Histoire des Jésuites (I—III, 1858—1861) och Souvenirs d'un prêtre romain devenu prêtre orthodoxe (1890). 